# 교권주의
교권주의(敎權主義, clericalism) 또는 성직자주의(聖職者主義), 성직권주의(聖職權主義)는 로마 가톨릭교회와 가톨릭교회 성직자(성직권)들의 권력지상주의와 권력에 대한 존중주의를 말한다.
일찍이 로마 가톨릭에서 교황지상주의(papocäsarismus, 교황이 그 직책과 관련해 신앙과 도덕에 대해 오류를 범할 수 없다는 사상으로, 교회정치적 측면에서는 성직자 서임권이 오직 교황에게 속해 있다고 여기는 주의)로 표출된 로마 가톨릭교회 권력의 절대화 또는 예수회 등 가톨릭 성직자들의 부당한 정치적 세력화를 가리키는 용어이다.
특히 프랑스 제3공화국 당시 정치가 레옹 강베타는 "교권주의는 프랑스 제3공화국의 적"이라고 선언해 유명하다. 이 교권주의에 대한 저항과 반대하는 움직임을 반교권주의라고 한다. 제3공화국 당시 급진공화파 신문인 '르 라디칼(Le Radical)'은 1900년에 공화파 문인들의 《교권주의의 범죄들》이라는 책을 출간해 로마 가톨릭교회가 보수 정치권력과 결탁하여 저지른 각종 해악들, 그리고 가톨릭 교회가 이성과 과학의 발전을 저해한 것에 대해 신랄하게 비판했다.

## 같이 보기
- 교권 파시즘
- 세속주의
- 국교
- 신권 정치